# 新東大橋 (苗栗縣)
新東大橋，是臺灣的一座公路橋樑，位於苗栗縣，是世界第6座，全臺灣第1座採對稱斜張全電焊式鋼橋，橋長376公尺，寬21公尺，於1997年（民國86年）11月22日落成啟用，跨越後龍溪，聯絡苗栗市與公館鄉兩地交通，為苗栗市的地標。

## 設計諸元
新東大橋位於苗栗市新東街旁而取名為新東大橋，由建業工程顧問有限公司設計，大陸工程公司所興建，屬於雙塔對稱全電焊鋼構斜張橋，外觀呈鮮紅色，跨徑配置為：75 + 175.5 + 75（公尺），採三跨、雙塔、單塔柱設計，橋樑全長374公尺，主橋長327.6公尺，寬21公尺，主跨跨徑175公尺入夜後的新東大橋是苗栗市的在地指標，縣府為重塑地標，以4000顆LED燈泡妝點新東大橋，當夜幕低垂，紅色雙塔斜張式的大橋瞬間亮起，絢麗變的如此璀璨　。